# Adolfo B. Estévez
Adolfo Baltasar Estévez (Posadas, 8 de enero de 1908 - Buenos Aires 2 de julio de 1982) fue un militar argentino con el grado de vicealmirante. Fue ministro de Marina desde mayo de 1958 hasta junio del mismo año, y secretario de Marina desde junio de 1958 hasta julio de 1959. Simultáneamente fue comandante de Operaciones Navales desde mayo de 1958 hasta julio de 1959.

## Carrera militar
Ingresó en 1925 a la Escuela Naval Militar y egresó de la misma como guardiamarina el 30 de marzo de 1930 con el mejor promedio de la promoción 56 de dicha institución. Formó parte del viaje de instrucción número 28 de la Fragata Sarmiento, que se extendió del 30 de marzo de 1930 al 27 de noviembre de ese mismo año. El recorrido fue el siguiente: Dock Central-Ushuaia-Comodoro Rivadavia-Puerto Madryn-Puerto Belgrano-Santa Cruz de Tenerife-Tolón-Villefranche-sur-Mer-Génova-Nápoles-Venecia-Pireo-Salónica-Constantinopla-Jaffa-Alejandría-Malta-Argel-Gibraltar-San Vicente y las Granadinas-Río de Janeiro-Rada de La Plata y Dársena Norte.
Estudió en la Escuela Nacional de Náutica, egresó de la Escuela de Guerra Naval y fue profesor de Táctica y Estrategia de la misma escuela.
Pasó por el torpedero ARA La Rioja entre mayo de 1949 y diciembre de ese año, con el grado de capitán de fragata. Al siguiente año fue capitán del ARA Murature, participando en los festejos sanmartinianos en la localidad de San Lorenzo.
Con el rango de capitán de navío se plegó a un conato de sublevación naval en 1951 con el objetivo de dar un golpe de Estado contra el gobierno constitucional, liderada a nivel nacional por el general Benjamín Menéndez. Fue pasado a retiro y arrestado durante varios meses.
Fue rehabilitado durante la dictadura iniciada en 1955 y ascendido al rango de contraalmirante.

## Ministro y Titular de la Armada
Desde el principio de su presidencia, Frondizi debió hacer frente a sucesivos cuestionamientos de parte del Ejército Argentino; durante las primeras crisis graves, causadas por el general Héctor Solanas Pacheco, Estévez tomó públicamente partido por el presidente, lo cual lo enemistó con los altos oficiales navales, pero mientras Estévez fue ministro la enemistad se mantuvo controlada hasta la crisis de julio de 1959, que sucitó su retiro.
Al asumir la presidencia en mayo de 1958, Arturo Frondizi lo nombró ministro de Marina y Comandante de Operaciones Navales, es decir, era el máximo representante político de su fuerza y al mismo tiempo la máxima autoridad militar de la Armada. Durante su gestión tuvo lugar el incidente del islote Snipe, un enfrentamiento armado —sin víctimas— entre la Argentina y Chile por la posesión de una pequeña isla en el Canal de Beagle. En sentido estricto, la orden de responder militarmente había sido dada antes de la entrega del poder por el exvicepresidente de facto Isaac Francisco Rojas, pero las operaciones se hicieron con el consentimiento explícito del ministro Estévez.
El 18 de junio tiene lugar una reforma ministerial en la que los ministerios de Guerra, Marina y Aeronáutica son convertidos en secretarías dependientes del naciente Ministerio de Defensa. Estévez fue designado como titular de la naciente Secretaría de Marina y continuó reteniendo el Comando de Operaciones Navales.
En julio de 1958 dispuso el arresto, pase a disponibilidad y posterior retiro de quien fuera su segundo en la línea de sucesión, el contralmirante Arturo Rial, con quien además estaba enfrentado personalmente. El incidente tuvo lugar el 6 de julio de 1958, luego de que Rial, oficial sumamente crítico de las políticas de Frondizi, se reuniera con el presidente para expresarle su descontento por la designación de "funcionarios de extrema izquierda" en distintos cargos gubernamentales. Además, Rial le acercó a Frondizi un borrador crítico que pronunciaría en el Centro Naval (entidad social de la cual había sido elegido presidente), donde sería llevada a cabo la Cena Anual de Camaradería de las Fuerzas Armadas, al día siguiente.
Otro episodio de relevancia tuvo lugar luego de que los secretarios de Ejército y Marina, Héctor Solanas Pacheco y el propio Adolfo Estévez solicitaran al presidente la remoción del secretario Rogelio Julio Frigerio, colaborador más cercano al presidente y figura clave en su gobierno, para calmar el fuerte malestar dentro de las filas de las fuerzas armadas. El 10 de noviembre de 1958 Frondizi apartó a Frigerio de la Secretaría de Relaciones Socioeconómicas. Previamente a esta petición se sucedió una crisis interna en la Fuerza Aérea Argentina que le costó el cargo al secretario Roberto Huerta y causó fuertes tensiones dentro de la aeronáutica y que luego se extendieron al Ejército y la Armada. Incluso el expresidente de facto Pedro Eugenio Aramburu pronunció un discurso crítico sobre ciertos funcionarios del gobierno de Frondizi, entre los que se incluía a Frigerio.
El 16 de junio de 1959, Estévez ordenó el arresto de los retirados Arturo Rial y Samuel Toranzo Calderón, luego de que éstos, junto a otros tres generales, intentaran llevar a cabo una rebelión militar contra el gobierno de Frondizi en Córdoba.

### Rebelión en la Armada
Tras estos episodios, la figura y el estilo de conducción del vicealmirante Estévez comenzaron a generar un gran malestar en todas las líneas de oficiales de la Armada. Casi todos los oficiales estaban hartos de su poco tacto y su trato soberbio hacia sus oficiales, además de su indiferencia por mantener buenas relaciones públicas que le aducían.
Ante esta situación, se decide el 1 de julio de 1959 que Estévez abandone la Comandancia de Operaciones Navales —máximo cargo de índole militar, encargado de la conducción militar de la fuerza— y se limitara a retener su puesto en la Secretario de Marina, un cargo político. El Vicealmirante Alberto Pablo Vago asumió el cargo de Comandante de Operaciones Navales el 14 de julio.

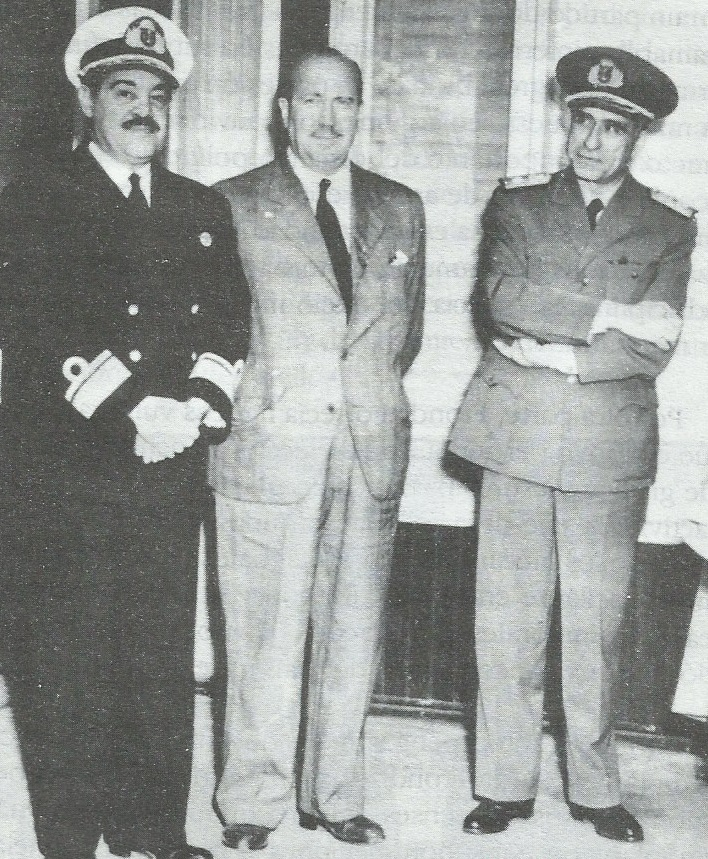
Arturo Rial (izq.) y Adolfo B. Estévez (der.) en 1958.

Sin embargo, el profundo descontento de los oficiales superiores no se apaciguó con esta medida, e insistieron al presidente en que removiera a Estévez de su cargo. Frondizi insistió en retener al secretario naval y se desencadenó una crisis interna en la fuerza. Oficiales que eran leales a Estévez, y que nunca apoyarían una ruptura de la disciplina, como los contralmirantes Jorge Perren —por entonces jefe de Estado Mayor de la Armada— y Mario Robbio, sugirieron al presidente que apartara al secretario de Marina de su cargo para evitar un motín del resto de los oficiales encabezados por Alberto P. Vago.
El 24 de julio, el Comandante de Operaciones Navales Vago, y el subsecretario de Marina Eladio Vázquez se declararon en rebeldía al no aceptar las designaciones de Perrén como nuevo titular del Comando de Operaciones Navales y de Robbio como nuevo comandante de la Flota de Mar. Se plegaron a la sedición la mayoría de las unidades navales e incluso facciones del Ejército. El presidente Frondizi concurrió al Ministerio de Marina donde se encontraba el Vicealmirante Vago y Eladio Vázquez, rodeados de casi todos los altos oficiales de la marina y algunos del Ejército. Arturo Frondizi ordenó a Vago que abandone su actitud y obedeciera las decisiones del secretario Estévez. Como toda respuesta recibió "Me niego". Perplejo, Frondizi se reunió en una oficina con Estévez, Perrén y Robbio. Los contralmirantes Robbio y Perrén le recomendaron al presidente que fuera urgente a comunicar que Estévez iba a ser reemplazado, porque en 5 minutos la armada lo iba a detener y destituir de su cargo de presidente. Tuvo que ceder en todo lo que se le reclamaba. Adolfo Baltasar Estévez presentó de inmediato su renuncia, que le fue aceptada, Vago fue restituido por decreto en el Comando de Operaciones Navales y Frondizi designó como nuevo Secretario de Marina al retirado Contralmirante Gastón Clement. Con la salida del Vicealmirante Adolfo Estévez, pidieron su pase a retiro los contralmirantes Alberto Patrón Laplacette, Elbio Guozden, Renato Ares, Mario Robbio y Jorge Perrén - todos ellos, cercanos al presidente Frondizi-.

### Actividad tras el retiro
Estévez fue pasado a retiro, pero el presidente lo nombró embajador argentino en Austria, cargo que asumió el 26 de diciembre de 1959 y ocupó hasta el 17 de diciembre de 1962.

## Muerte
Falleció en Buenos Aires el 2 de julio de 1982.